# Ras el hanout
Ras el hanout é uma mistura de especiarias típica da culinária do Magrebe. O nome significa "o máximo da minha cozinha", é usado para temperar tagines, cuscuz, arroz ou carne para grelhados. 
Numa receita para este condimento, combina-se sal, cominho, gengibre, açafrão, canela, pimenta branca, pimenta preta, pimenta-de-cayenne, pimenta-da-jamaica  e cravinho, todos moídos. Para utilizar a mistura deve ainda juntar-se alho esmagado.  No entanto, dependendo do gosto e da tradição local, a mistura pode ter mais de 100 ingredientes, incluindo haxixe. 